# カントリーエレベーター

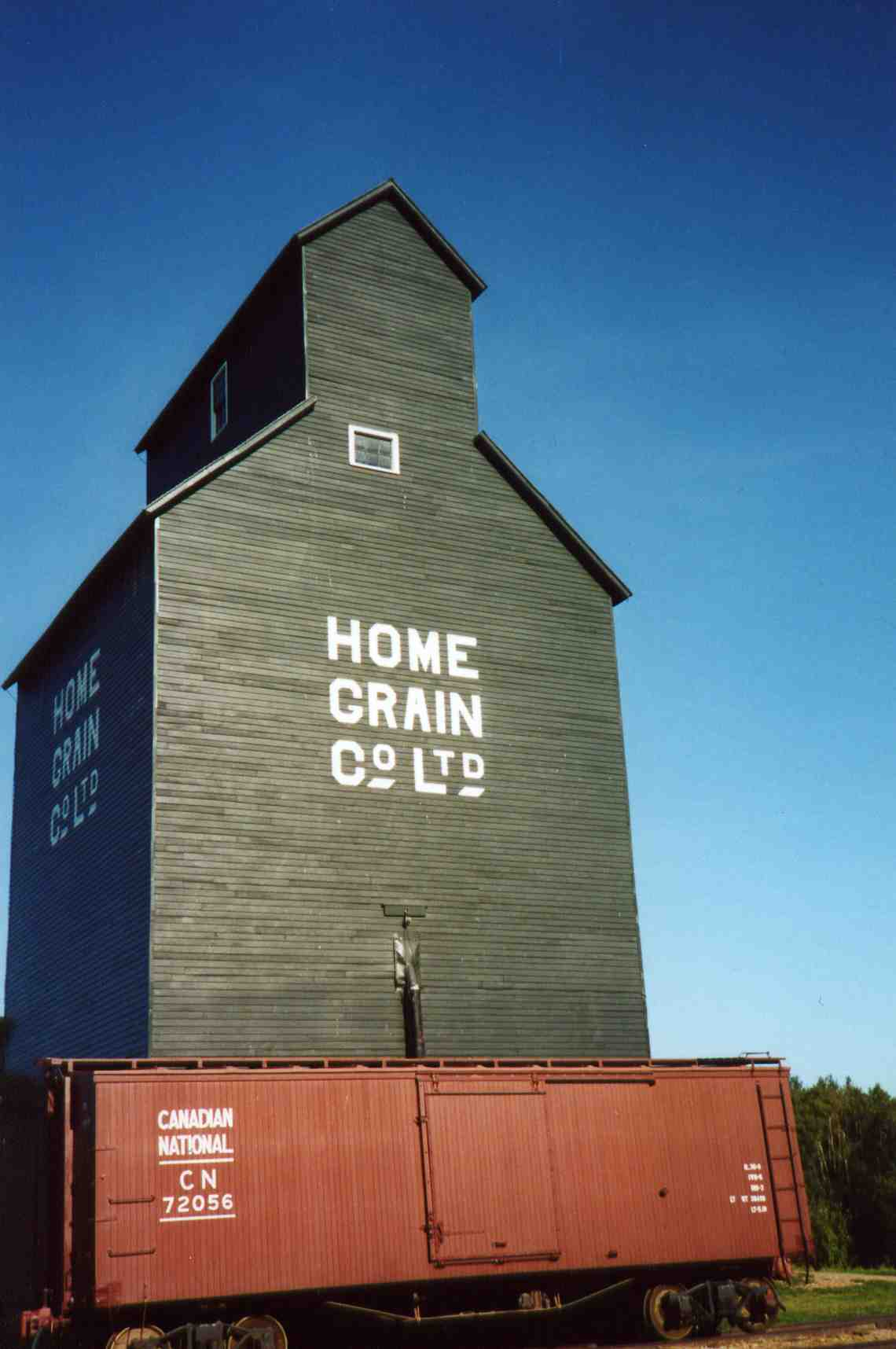
カナダ、アルバータ州のウクライナ文化歴史村の木造の穀類倉庫

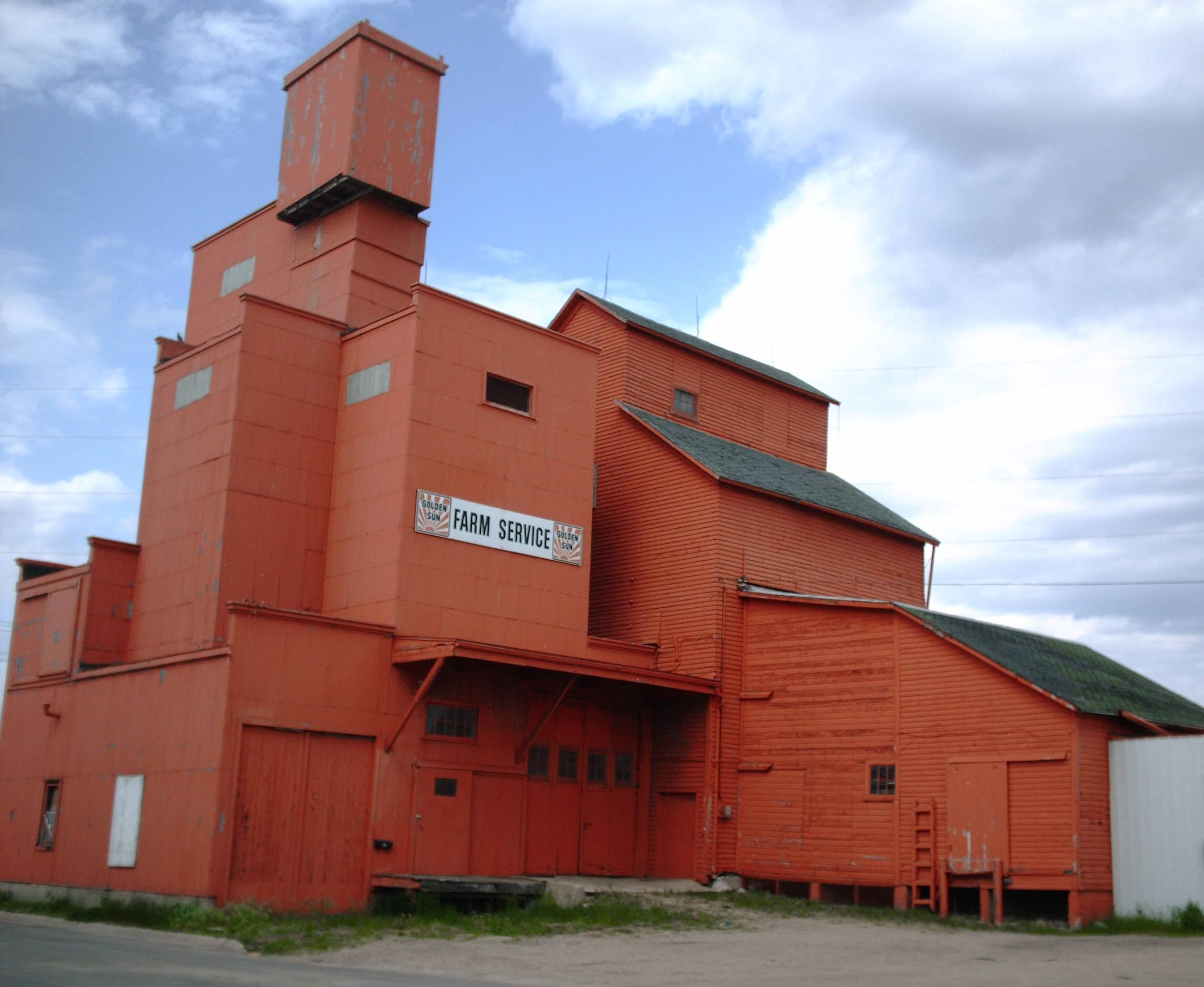
アイオワ州エザービルの巨大な木造カントリーエレベーターと穀物倉庫

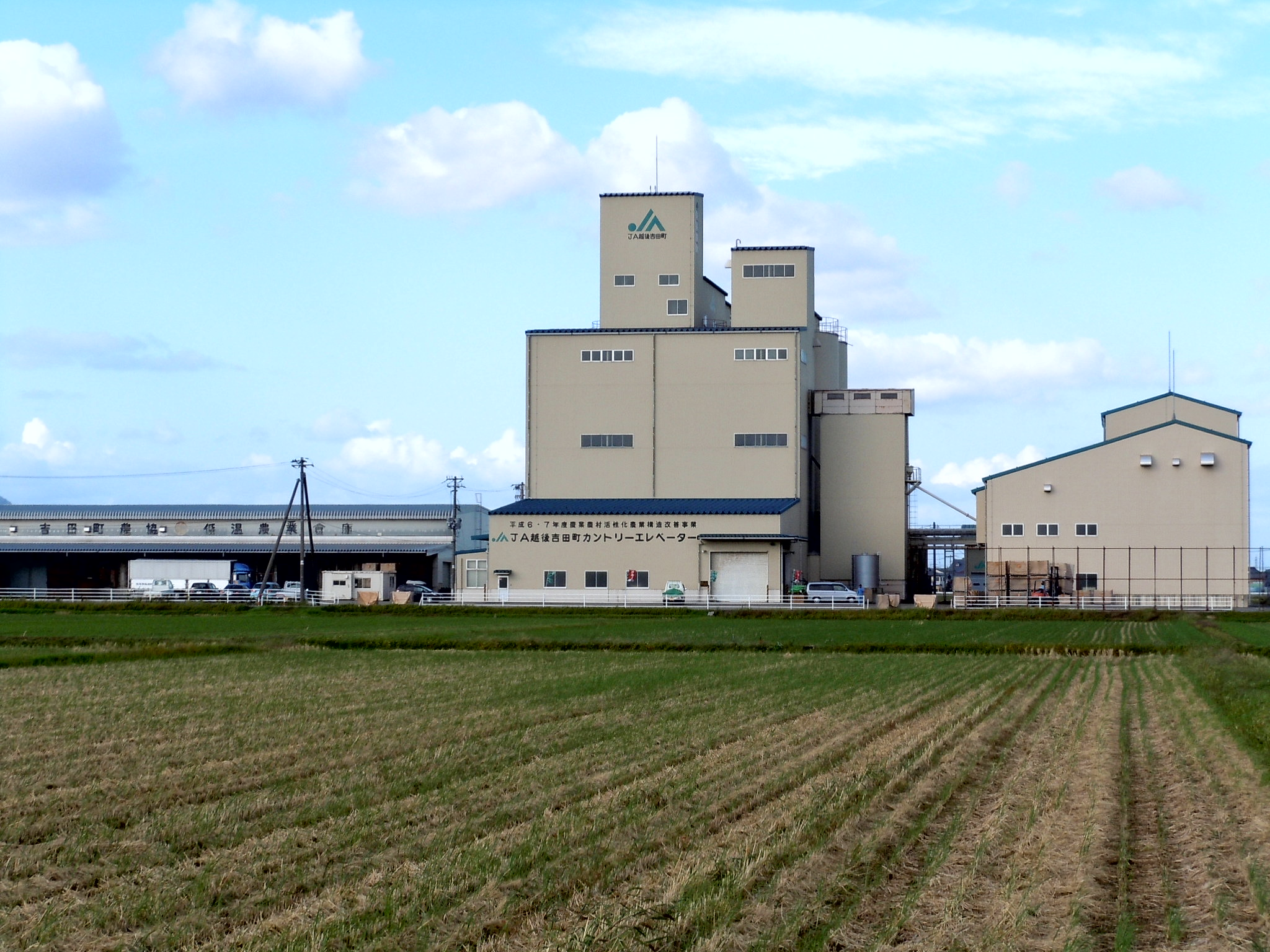
日本のカントリーエレベーターの例（新潟県燕市、吉田カントリーエレベーター）

カントリーエレベーターとは、穀物の貯蔵施設の一種。巨大なサイロ（貯蔵ビン）と穀物搬入用エレベーター、穀物の乾燥施設及び調製施設などからなる。グレートプレーンズでは高さが40メートルを超える規模の穀物倉庫が数多く建設され、「プレーリーの摩天楼」と呼ばれる特異な景観を見せる。

## 発祥
アメリカ合衆国の穀倉地帯に設置された貯蔵用サイロが大型化して成立した。大型化したことにより巨大なエレベーターにて搬入を行うようになったことから、田舎にあるエレベーターという意味で名付けられたという説がある。
また、穀物集積地にあるものをターミナルエレベーターと呼ぶ。ニューオーリンズはアメリカ合衆国の穀物輸出の一大拠点で、ターミナルエレベーターが多く設置されている。

## 日本のカントリーエレベーター
1964年、農林水産省がモデル事業としてアメリカ合衆国のカントリーエレベーターに範を取った施設の導入を始めたのがきっかけ。ただし内情はそれまで整備が進められてきた調製後の貯蔵施設を持たない「ライスセンター」の進化版であり、米穀の乾燥、調製、貯蔵の三種の役割を担い農家の労働環境を改善する目的で設置が進められたものである。アメリカ合衆国のカントリーエレベーターが大豆などのマメ類、トウモロコシなど様々な穀物を対象とするのに対して、日本では、転作の麦も対象にする場合もあるものの、コメを主な対象としているのが特徴である。
乾燥方式により、米麦の乾燥後にサイロで貯蔵を行うA方式と、サイロに充填後、サイロ内で乾燥を行うB方式に分類される。